# Mika Myllylä
Mika Myllylä (n. 12 septembrie 1969, Uleåborg, Finlanda – d. 5 iulie 2011, Karleby, Ostrobotnia Centrală, Finlanda) a fost un schior de fond ce a reprezentat Finlanda, medaliat olimpic. A participat la 3 ediții ale Jocurilor Olimpice (1992, 1994, 1998) în care a câștigat o medalie de bronz.